# Omisión de asistencia familiar (Perú)
La omisión de asistencia familiar, en Perú, es un delito contra la familia tipificado en los artículos 149 y 150 del Código Penal de 1991.
Estos artículos castigan con penas de privación de libertad, servicio comunitario y/o multa: 
- La omisión en el deber de prestación alimenticia cuando esta haya sido establecida por resolución judicial, agravada en caso de lesión o muerte.
- El abandono de la mujer gestante en situación crítica por el padre del nasciturus.

El delito de Omisión a la Asistencia Familiar, es una de las consecuencias de los problemas sociales en nuestro medio, y para lograr oportunamente el cumplimiento de los derechos a la asistencia familiar, sería conveniente prescindir de reiterados requerimientos para el pago de alimentos, dar mayor énfasis a la conciliación en el proceso de alimentos, para acortar las etapas procesales en dicho proceso, y permitir en casos donde está debidamente acreditada la obligación del demandado y están presentes las partes, se dicte sentencia, continuándose luego con el trámite correspondiente. 
Comprometer el esfuerzo del Estado y organizaciones privadas en general que tengan relación con el tema, revalorar la importancia del matrimonio y la familia, difundir en la sociedad en general el respeto por el niño y el adolescente, así como la responsabilidad de asumir el rol de padres, y las consecuencias perjudiciales e irreversibles del abandono material y/ o moral.

## Historia
Antiguamente, el incumplimiento de la obligación de prestar alimentos establecida por mandato judicial se trataba en los fueros civiles. En el Perú, la tipificación como delito se introdujo  en la legislación penal por medio de la ley N.º 13 906 de 1962. La razón por la que este hecho pasa a regularse por el derecho penal se debe, fundamentalmente a que el incumplimiento de los deberes alimentarios ponía en la mayoría de casos, en peligro la vida y la salud de algunas personas. A esto se une que, en la actualidad, la familia se convierte en el núcleo básico de la sociedad en la que vivimos.
Todo esto queda plasmado en la Constitución del Perú que establece, en su artículo número 4, que la comunidad y el Estado protege a la familia reconociéndola como una institución natural y fundamental de la sociedad. Teniendo esto en cuenta el actual Código Penal acoge un capítulo denominado Omisión de asistencia familiar. El bien jurídico protegido en él es la familia, dado que este capítulo está ubicado en el Título III De los delitos contra la familia. Pero es necesario precisar este bien jurídico puesto que no se protege toda la familia si no, específicamente, deberes de tipo asistencial donde prevalece la idea de seguridad de las personas afectadas.